# Odostomia syrnoloides
Odostomia syrnoloides is een slakkensoort uit de familie van de Pyramidellidae. De wetenschappelijke naam van de soort is voor het eerst geldig gepubliceerd in 1896 door Melvill.